# Ouderkerk aan de Amstel
Ouderkerk aan de Amstel egy holland kisváros Észak-Holland tartományban, kilenc kilométerre délre Amszterdamtól. Nagyobbik része Ouder-Amstel, kisebbik része Amstelveen község közigazgatása alá tartozik. A városban található Hollandia legrégebbi zsidó temetője, az 1614-ben létrehozott Beth Haim.

## Háztartások száma
Ouderkerk aan de Amstel háztartásainak száma az elmúlt években az alábbi módon változott:

## Képek

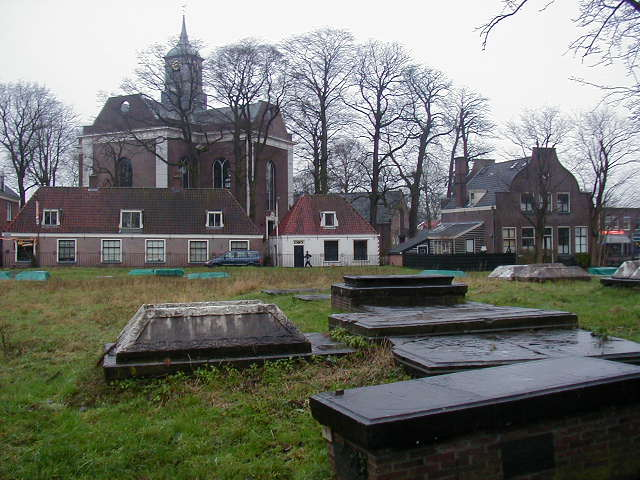
A Beth Haim temető
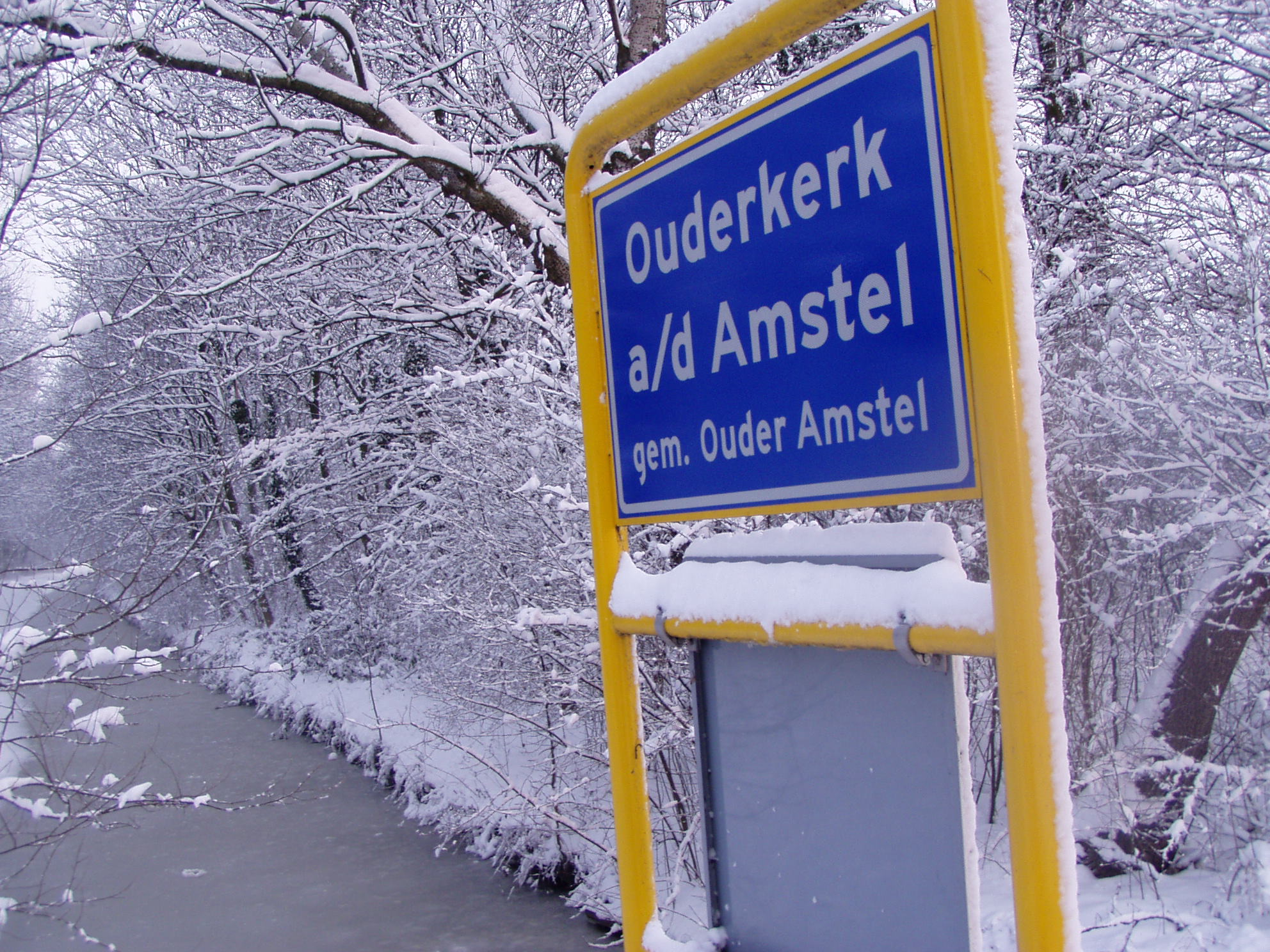
Helységtábla

## Fordítás
- Ez a szócikk részben vagy egészben  az   Ouderkerk aan de Amstel című angol Wikipédia-szócikk ezen változatának fordításán alapul.  Az eredeti cikk szerkesztőit annak laptörténete sorolja fel. Ez a jelzés csupán a megfogalmazás eredetét és a szerzői jogokat jelzi, nem szolgál a cikkben szereplő információk forrásmegjelöléseként.